# Krigsåret 1730

## Pågående krig
- Korsikarevolten (1729-1732)[1]

## Avlidna
- 18 januari – Peter II av Ryssland, 14, rysk tsar 1727–1730